# Euvespivora decipiens
Euvespivora decipiens là một loài ruồi trong họ Tachinidae.